# بيل وينديل
بيل وينديل (بالإنجليزية: Bill Wendell)‏ هو مذيع ‏ أمريكي، ولد في 22 مارس 1924 في نيويورك في الولايات المتحدة، وتوفي في 14 أبريل 1999 في بوكا راتون في الولايات المتحدة بسبب سرطان.

## وصلات خارجية
- بيل وينديل على موقع IMDb (الإنجليزية)
- بيل وينديل على موقع ميوزك برينز (الإنجليزية)
- بيل وينديل على موقع قاعدة بيانات الفيلم (الإنجليزية)